# تاتسویا ناکا
تاتسویا ناکا (انگلیسی: Tatsuya Naka؛ زادهٔ ۲۹ مهٔ ۱۹۶۴) رزمی‌کار، بازیگر، و کاراته‌کا اهل ژاپن است.